# Santa Ana (ville de Santa Ana)
Pour les articles homonymes, voir Santa Ana.
Santa Ana est la capitale de la paroisse civile de Santa Ana de la municipalité de Carirubana de l'État de Falcón au Venezuela.